# Andre Smith
Andre Jermaine Smith, (Saint Paul, Minnesota, 21 de febrero de 1985) es un exjugador de baloncesto estadounidense. Con 2.03 metros de estatura, jugaba en la posición de ala-pívot.

## Trayectoria
- Universidad Estatal de Dakota del Norte (2005-2007)
- Hérens Sion (2007-2008)
- Niigata Albirex BB  (2008)
- Everton Tigers  (2008-2009)
- Pınar Karşıyaka  (2009-2011)
- Juvecaserta Basket (2011-2012)
- Krasnye Krylya Samara (2012-2013)
- Reyer Venezia  (2013-2014)
- Tofaş Bursa  (2014-2015)
- Incheon ET Land Elephants (2015-2016)